# Asenovgrad
Asenovgrad (bugarski: Асеновград) je grad u sredini Bugarske, na njenoj južnoj polovici u Oblasti Plovdiv.

## Zemljopis
Kroz grad teče Čepelarska rijeka, pritoka Marice.

## Povijest
Asenovgrad je osnovan kao tračko naselje Stenimahos tamo negdje oko 300. – 400. prije Krista. 
72. pr. Kr. grad je potpao pod vlast Rimskog Carstva za njegova prodora na prostor Crnog mora. Nakon relativno dugog perioda mira i blagostanja grad su zadesile nevolje, 251. godine razorili su ga Goti. Nakon podjele Carstva 395. godine Asenovgrad je potpao pod Bizantsko Carstvo, tada je obnovljen. Oko 700. godine, na teritorij grada dolaze slavenska plemena koja uskoro postajaju većinsko stanovništvo. 
U to vrijeme grad nosi svoje grčko ime:  Στενήμαχος (Stenímachos).
Nakon tog otpočeli su stalni sukobi između Bugara i Bizantskog Carstva za teritorije, zbog čega je Stanimaha bila strateška utvrda bugarskih vladara prema Bizantu.
Nakon pogoršanja odnosa s Latinskim Carstvom, 1230. godine bugarski car Ivan Asen II. iz strateških razloga bolje je utvrdio postojeću utvrdu Stanimaha ( zbog tog se grad 1934. godine prozvao, njemu u počast u Asenov grad). 
Nakon pada Bugarske pod osmamsku vlast, Stanimaha, kako su grad zvali novi turski vladari, naseljena je muslimanskim življem i Romima, oni i dan danas čine čak 20% stanovnika grada, ostali su etnički Bugari. 
- Tane Nikolov, poznati makedonski revolucionar i vođa nacionalnog preporoda proveo je zadnje dane svog života u Asenovgradu i umro u njemu 1947. godine.

- Asenova krepost(Asenova tvrđava), utvrda bugarskih careva (ali upotrebljavanja već za Tračana) nalazi se 2 kilometra od centra grada.

- Asenovgrad je i grad brojnih crkava, danas ih ima 11, zato ga zovu - Mali Jeruzalem.

- U južnom dijelu grada nalaze se brojne vinarije (Asenovgrad je poznat u Bugarskoj po kvalitetnim vinima).

- Asenovrad je u Bugarskoj poznat po brojnim trgovinama vjenčanica i svadbenih odijela, tako da mnogi Bugari putuju u Asenovgrad da se opreme za vjenčanje.

## Vanjske poveznice
- Asenovgrad - Informacije o regiji  Arhivirana inačica izvorne stranice od 25. lipnja 2011. (Wayback Machine)